# راک، ووسترشر
راک (به انگلیسی: Rock) یک روستا و محله مدنی در بریتانیا است که در Wyre Forest واقع شده‌است. راک ۲٬۳۶۶ نفر جمعیت دارد.